# 哈罗德·赫尔利
哈罗德·赫尔利（英語：Harold Hurley，1929年11月16日—2017年8月29日），加拿大男子冰球运动员，场上位置是守门员。他曾代表加拿大参加1960年冬季奥林匹克运动会冰球比赛，获得一枚银牌。